# Игнатьев, Андрей Гаврилович
Андрей Гаврилович Игнатьев (1802—1879) — генерал от артиллерии, главный командир Сестрорецкого оружейного завода.

## Биография
Происходил из дворян Петербургской губернии, родился 28 марта 1802 года. В службу вступил 12 мая 1817 года юнкером в 27-ю конно-артиллерийскую роту, 28 июня 1818 года произведён в прапорщики.
В 1828—1829 гг. участвовал в войне с турками и за отличия получил ордена св. Анны 4-й степени с надписью «За храбрость» и 3-й степени.
В 1840—1842 гг. находился в заграничной командировке во Франции, для заказа и наблюдения за приготовлением штуцеров для стрелковых батальонов. 4 декабря 1843 года Игнатьев за беспорочную выслугу 25 лет в офицерских чинах был удостоен ордена св. Георгия 4-й степени (№ 6946 по списку Григоровича — Степанова).
6 декабря 1847 года произведён в генерал-майоры и вслед за тем назначен членом артиллерийского отделения Военно-учёного комитета. В 1854 году, во время ожидавшейся высадки англо-французского десанта, наблюдал за вооружением батарей, воздвигавшихся у устьев Невы (всего вооружил 13 батарей с 168 орудиями), в 1855 г. командовал отрядом войск, охранявших побережье Финского залива у Сестрорецка и Лисьего Носа. Кроме того, Игнатьев с 1849 по 1860 г. был членом комитета об улучшении штуцеров и ружей.
20 апреля 1855 г. назначен командиром Сестрорецкого оружейного завода, 19 февраля 1858 г. инспектором оружейных заводов, 24 августа 1860 г. совещательным членом оружейного отдела Артиллерийского комитета.
3 декабря 1878 года произведён в генералы от артиллерии.
Умер 23 августа 1879 г. в Санкт-Петербурге, похоронен на Смоленском православном кладбище.

## Награды
- Орден Святой Анны 4 ст. за храбрость (1828)[2]
- Орден Святой Анны 3 ст. с бантом (1828)
- Орден Святого Георгия 4 ст. за 25 лет службы (04.12.1843)
- Орден Святого Станислава 1 ст. (1856)
- Орден Святой Анны 1 ст. с мечами (1856)
- Орден Святого Владимира 2 ст. (1858)
- Орден Белого Орла (1865)
- Знак отличия за XL лет беспорочной службы (1865)